# فرد سبنسر
فرد سبنسر (بالإنجليزية: Fred Spencer)‏ هو رسام رسوم متحركة أمريكي، ولد في 1 مايو 1904 في ميزوري في الولايات المتحدة، وتوفي في 11 نوفمبر 1938 في كاليفورنيا في الولايات المتحدة بسبب حادث مرور.

## وصلات خارجية
- فرد سبنسر على موقع IMDb (الإنجليزية)
- فرد سبنسر على موقع قاعدة بيانات الفيلم (الإنجليزية)